# Station Escaudain
Station Escaudain is een spoorwegstation in de Franse gemeente Escaudain. Het station is gesloten.